# Los Bajos (Los Lagos)
Los Bajos es un caserío de la comuna de Los Lagos, ubicada en el sector oeste del lago Riñihue en la ribera sur del río San Pedro, Chile.
Aquí se encuentra la escuela rural Los Bajos.

## Historia

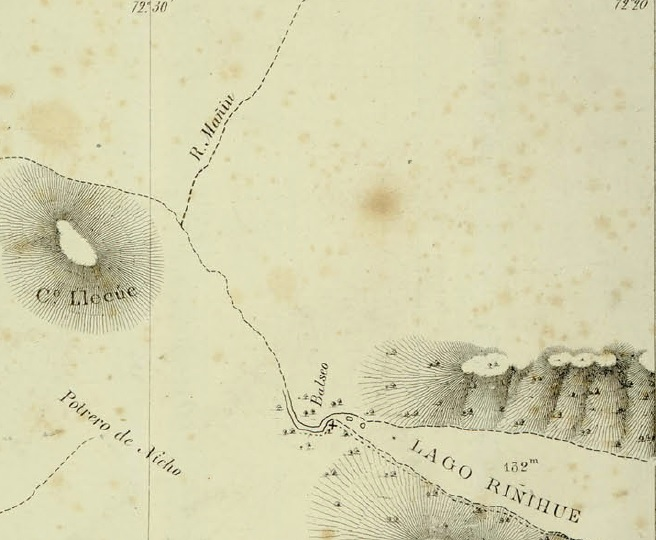
Balseo del Riñihue en el mapa del litoral de Valdivia de Francisco Vidal Gormaz en 1837

En el año 1869 el ingeniero Francisco Vidal Gormaz, encomendado por el Gobierno de Chile publicó un mapa del litoral de Valdivia desde Toltén hasta Caleta Milagro; incluyendo los afluentes del río Valdivia y el lago Riñihue, así como el sendero desde la localidad de Riñihue por la ladera norte del Cerro Tralcán hasta El Balseo.
En esta expedición Vidal Gormaz no incluyó la exploración entre el Balseo y el Río Mañío.
En el Balseo no habían canoas o wampos por lo que los viajeros que venían de Panguipulli debían comunicarse desde la ribera norte mediante ‘humos convenidos’ con la reducción indígena de Riñihue. Los que venían desde el sur a través de Huidif necesariamente debían pasar por la reducción de Riñihue para conseguir canoas. Ya en estos años Vidal Gormaz indicó que este balseo había caído en desuso por la reducción de los indígenas y por el uso del vado de San Pedro en Quinchilca.

## Hidrología
Los Bajos se ubica al sur de la desembocadura del lago Riñihue.

## Accesibilidad y transporte
A Los Bajos se accede desde la ciudad de Los Lagos a través de las rutas T-45 y T-415, y se encuentra a una distancia de 39,3 km de esta.